# Grand Prix U
Le Grand Prix U est une course cycliste française disputée dans le département des Côtes-d'Armor, en Bretagne. Crée en 1994,, cette compétition est organisée par le Team Pays de Dinan, un club régional. Elle fait partie du calendrier national de la Fédération française de cyclisme. 
L'édition 2020 est annulée en raison de la pandémie de Covid-19.

## Palmarès
| Année | Vainqueur           | Deuxième              | Troisième              |
| ----- | ------------------- | --------------------- | ---------------------- |
| 1994  | Philippe Bresset    | Camille Coualan       | Jean-Christophe Drouet |
| 1995  | Fabrice Blévin      | Thierry Poisson       | Xavier Jan             |
| 1996  | Christophe Cousinié | Fabrice Hamon         | Camille Coualan        |
| 1997  | Camille Coualan     | Sylvain Boitard       | Franck Laurance        |
| 1998  | Mickaël Boulet      | Michel Lallouët       | Emmanuel Mallet        |
| 1999  | Stéphane Conan      | Sandy Casar           | Richard Hobby          |
| 2000  | Lénaïc Olivier      | Christophe Le Mével   | Lilian Jégou           |
| 2001  | Frédéric Delalande  | Mickaël Boulet        | Marc Feipeler          |
| 2002  | Christophe Thébault | Samuel Gicquel        | Frédéric Lecrosnier    |
| 2003  | Sébastien Duret     | Christophe Thébault   | Yvonnick Bolgiani      |
| 2004  | Simon Gerrans       | Benoît Legrix         | Anthony Presse         |
| 2005  | Jonathan Dayus      | Samuel Gicquel        | Maxime Oliveux         |
| 2006  | Salva Vilchez       | Jérôme Frémin         | Régis Geffroy          |
| 2007  | Mikaël Cherel       | Frédéric Lubach       | Pascal Harnois         |
| 2008  | Gaël Malacarne      | Mickaël Larpe         | Yann Guyot             |
| 2009  | Gwénaël Teillet     | Samuel Plouhinec      | Julien Guay            |
| 2010  | Sylvain Cheval      | Gaël Malacarne        | Jean-Lou Paiani        |
| 2011  | Warren Barguil      | Mathieu Cloarec       | Joseph Cooper          |
| 2012  | Loïc Desriac        | Vincent Ragot         | Julien Guay            |
| 2013  | Fabrice Seigneur    | Maxime Renault        | Ronan Dequippe         |
| 2014  | Julien Guay         | Erwan Brenterch       | David Chopin           |
| 2015, | Maxime Le Montagner | Thibault Ferasse      | Luc Tellier            |
| 2016  | Clément Mary        | Fabien Lebreton       | Stéphen Guével         |
| 2017  | Aurélien Daniel     | Benjamin Le Montagner | Samuel Plouhinec       |
| 2018  | Clément Davy        | Matthieu Gaultier     | Fabien Schmidt         |
| 2019  | Maxime Renault      | Nicolas David         | Axel Mariault          |
| 2020  | annulé              | annulé                | annulé                 |
| 2021  | Mathis Le Berre     | Maxime Rio            | Louis Richard          |
| 2022  | annulé              | annulé                | annulé                 |